# Borja González
Borja González Tomás, becenevén Borja Bastón (Madrid, Spanyolország, 1992. augusztus 25. –) spanyol labdarúgó, az angol Aston Villa játékosa.

## Pályafutása

### Atlético Madrid
Borja négyéves korában került az Atlético Madrid ifiakadémiájára. Kapusként kezdett édesapjához, Miguel Bastónhoz hasonlóan, de később a csatárposztra váltott, mivel ott jobban élvezte a játékot. A tartalékcsapatban a 2009-10-es szezonban mutatkozott be, a harmadosztályban. 12 gólt szerzett első idényében. 2010. május 15-én az első csapatban is bemutatkozhatott, egy Getafe elleni bajnokin, az 58. percben beállva. Húsz perccel később azonban le kellett cserélni egy súlyos térdsérülés miatt. Hét hónappal később, az Atlético Madrid B-ben lépett pályára legközelebb, a CP Cacereño ellen.
2011 augusztusában kölcsönben a másodosztályba frissen feljutott Murciához igazolt. A következő évben augusztus 30-án az SD Huesca vette kölcsön, ahol kilenc bajnoki gólt szerzett, de nem tudta megmenteni a csapatot a kieséstől. 2013. január 27-én gólt szerzett a CD Numancia ellen 2-1-re megnyert találkozón, de a mérkőzés vége felé kiállították. Augusztus 28-án kölcsönvette a Deportivo La Coruña, ahol teljesítményével hozzájárult a klub feljutásához a La Ligába.
A következő idényt a Real Zaragozánál töltötte, ahol 22 góllal járult hozzá csapata bejutásához a feljutásért vívott rájátszásba, valamint az év csapatába is bekerült a másodosztályban. 2015. július 31-én kölcsönvette az élvonalbeli SD Eibar. Első góljait szeptember 23-án, egy Levante elleni 2-2-es mérkőzésen szerezte. Októberben a hónap játékosának választották a La Ligában, miután gólt szerzett a Las Palmas, a Sevilla és a Barcelona ellen is.

### Swansea City
2016. augusztus 11-én a Swansea City 15,5 millió fontért leigazolta Borját, aki négy évre írt alá a csapathoz. Szeptember 18-án, egy Southampton elleni bajnokin mutatkozott be. Első gólját október 15-én, az Arsenal ellen szerezte.

### A válogatottban
Borja szerepelt abban a spanyol U17-es válogatottban, amely részt vett a 2009-es U17-es Eb-n. Csapata végül a harmadik helyen végzett, ő pedig öt góljával elnyerte az Aranycipőt. Az U19-es csapattal megnyerte a 2011 U19-es Eb-t, de csak kiegészítő játékos volt Álvaro Morata és Juanmi mögött.

## Külső hivatkozások
- Borja pályafutásának statisztikái a Soccerbase oldalon (angolul)